# Digestione dei fanghi

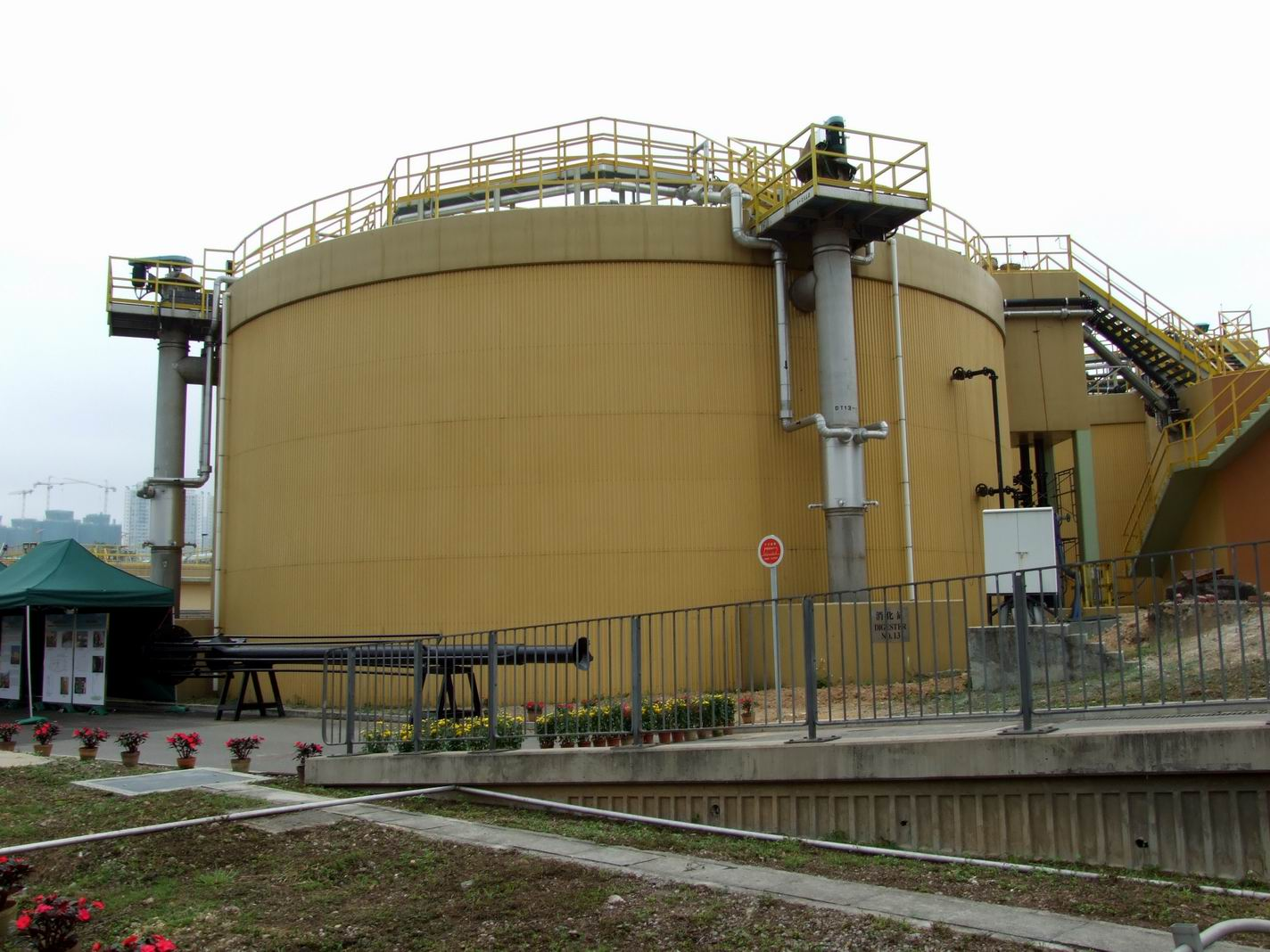
Un digestore anaerobico.

La digestione o stabilizzazione biologica dei fanghi è un processo biologico che sfrutta l'azione di microrganismi adatti per la mineralizzazione dei fanghi. Cioè per la trasformazione in prodotti più semplici e stabili (non putrescibili) del materiale organico contenuto nei fanghi e che è costituito, generalmente, da sostanze che si degradano con difficoltà (cellulosa, grassi, ecc.).
La digestione può essere:
- digestione anaerobica;
- digestione aerobica.

Un'ulteriore tipologia di stabilizzazione biologica è il compostaggio.

## Uso
Questo processo viene usato specialmente per fanghi provenienti dal trattamento delle acque di rifiuto urbane, tuttavia può essere applicato anche a fanghi di origine industriale che contengono sostanze organiche suscettibili di degradazione biologica.

## Digestione anaerobica
Nella digestione anaerobica, le sostanze presenti nel fango, in mancanza di ossigeno, sono ridotte per mezzo di processi
anaerobici (fermentazione) che portano ad una progressiva stabilizzazione fino alla produzione di metano e anidride carbonica.

Quello anaerobico è, tutt'oggi, il processo di digestione più usato.

### La fermentazione
Il complesso dei fenomeni chimici e biologici che produce la trasformazione delle sostanze organiche in altre più semplici, organiche e inorganiche, è quello che con termine generico si chiama fermentazione.

La fermentazione può essere di natura acida o alcalina.

Il fango fresco lasciato a sé tende a subire la fermentazione acida, o putrefazione, la quale dà luogo ad una massa maleodorante e viscosa che stenta molto a ridursi di volume.

La fermentazione alcalina è dovuta a microrganismi metanigeni, infatti viene chiamata anche digestione o fermentazione metanica, i quali prendono sempre più il sopravvento sugli altri man mano che il fango tende ad alcalinizzarsi.

Infatti inizialmente il fango introdotto nel digestore viene aggredito prima dai batteri anaerobi acidofili i quali ne provocano la decomposizione dalla quale risultano sostanze che conferiscono in un primo tempo al fango una reazione acida.

In tali condizioni il fango subisce una limitata diminuzione di volume, diventa viscoso ed emana cattivo odore, specialmente a causa dell'idrogeno solforato che è uno dei prodotti della fermentazione acida.

Successivamente anche questi prodotti vengono modificati dall'azione batterica in modo che in definitiva il fango acquisti una reazione alcalina.

La fermentazione metanica richiede un valore di pH compreso tra 7 e 7,5, e questa condizione, nei climi italiani e con liquami prevalentemente domestici, si realizza in generale spontaneamente nei digestori anaerobi.

Con la fermentazione alcalina è possibile ridurre notevolmente il volume del fango ed abbattere il 50-70% delle sostanze organiche in esso contenute; il fango digerito risulta maggiormente fluido, per cui esso può essere estratto dalle vasche con grande facilità, disidratabile e non putrescibile.

Il volume del fango digerito, seccato all'aria e non compresso, è all'incirca un decimo del volume del fango originario e il suo aspetto è quello di un terriccio poroso e leggero.

Inoltre vengono distrutti i microrganismi patogeni e per conseguenza il fango risultante può essere adoperato senza pericolo come concime per qualsiasi specie di coltivazione.

Come tutti i processi biologici, la digestione anaerobica viene notevolmente limitata dalla presenza nel fango di sostanze tossiche per la flora batterica (composti di rame, nichel, zinco, arsenico, tensioattivi, battericidi, fungicidi, ecc.).

Per eliminare gli inconvenienti legati alla presenza di queste sostanze si può intervenire nella fase di trattamento dell'acqua oppure aggiungere al fango particolari prodotti chimici.

Ad esempio, l'interferenza dei tensioattivi, sempre presenti nei fanghi urbani, viene eliminata aggiungendo al fango un'ammina che forma con essi un complesso insolubile.

### Fasi del processo di digestione anaerobica
La digestione del substrato organico complesso contenuto nei fanghi avviene attraverso una catena trofica anaerobica regolata dall'attività diversi gruppi di batteri normalmente presenti nelle deiezioni umane:
- quelli capaci di trasformare le sostanze organiche dei fanghi in acidi grassi (formico, propionico, butirrico, ecc.).
- quelli che metabolizzano questi acidi, dando come prodotti finali composti a basso peso molecolare ed in particolare anidride carbonica e metano.

A seconda dell'azione dei vari batteri, il processo di biodegradazione anaerobico è suddivisibile in tre fasi:
1. Idrolisi e Acidogenesi -  le molecole organiche complesse, quali carboidrati, proteine e grassi, per l'batteri idrolitici, subiscono scissione in composti più semplici quali i monosaccaridi, amminoacidi e acidi grassi e glicerolo. Contestualmente avviene l'ulteriore scissione in molecole ancora più semplici come gli alcoli e acidi grassi volatili (ad esempio acido acetico, propionico, butirrico e valerico), con produzione di ammoniaca, anidride carbonica e acido solfidrico quali sottoprodotti.
2. Acetogenesi - le molecole semplici prodotte nel precedente stadio per azione dei batteri acitogeni sono ulteriormente digerite producendo biossido di carbonio, idrogeno e principalmente acido acetico.
3. Metanogenesi - l'azione dei batteri metanogeni determina la produzione di metano, biossido di carbonio e acqua.

Al contrario dei batteri acidificanti, quelli metanogeni sono quelli a crescita più lenta (circa 4-5 giorni) e ridotta, per cui costituiscono l'elemento limitante del processo.
Inoltre, come accennato in precedenza, lavorano in campo di pH compreso tra 7 e 7,5.
Se si crea un accumulo di acidi volatili (come avviene all'avvio all'esercizio del digestore), con conseguente abbassamento del pH, l'attività dei batteri metanigeni viene inibita e pertanto non avviene più la conversione degli acidi volatili in metano.

Per questo motivo per facilitare l'avviamento del processo di fermentazione alcalina e in tutti quei casi in cui il pH dovesse scendere eccessivamente, al fango viene aggiunta una idonea quantità di idrossido di calcio.
Non si deve esagerare nella quantità di calce per evitare di portare il pH oltre il valore 8 altrimenti si paralizza l'attività batterica invece che favorirla.

#### Idrolisi e acidogenesi
In ambiente chiuso privo di ossigeno libero disciolto, i microrganismi idrolitici, che sono batteri anaerobi
facoltativi, prelevano l'ossigeno dalle macro molecole organiche biodegradabili (molecole ad alto peso molecolare) presenti nel fango e le trasformano in monomeri solubili.

In questa fase le proteine vengono scisse in amminoacidi e peptidi, i grassi in acidi grassi e glicerolo  e i carboidrati in monosaccaridi (glucosio e fruttosio).

Contestualmente all'idrolisi del materiale organico complesso avviene il processo fermentativo acidogenico.

I microrganismi acidogenici fermentanti trasformano i prodotti dell'idrolisi in acidi grassi volatili (AGV) cioè a basso peso molecolare, costituiti essenzialmente da propinato, butirrato, ed alcoli.

Ad esempio il glucosio viene trasformato in acido propionico secondo la seguente reazione:
C6H12O6 + 2H2 ↔ 2CH3CH2COOH + 2H2O
o in alcool etilico secondo la seguente reazione:
C6H12O6 ↔ 2CH3CH2OH + 2CO2
A causa di questa intensa produzione di acidi si registra una diminuzione di pH, che inibisce i batteri metanogeni, con conseguente formazione di odori putrefattivi.

#### Acetogenesi
In questa fase i batteri acidificanti (acetogeni ed omoacetogeni), che sono anch'essi batteri anaerobi facoltativi, trasformano i prodotti della fase precedente in acido acetico, acido formico, idrogeno ed anidride carbonica.

In questa fase l'acido propionico e alcool etilico vengono trasformati in acido secondo le seguenti reazioni:
CH3CH2COO- + 3H2O ↔ CH3COOH+ HCO3- + 3H2
CH3CH2OH + 2H2O ↔ CH3COOH + 2H2
L'accumulo di idrogeno molecolare H2 inibisce la crescita dei batteri acetogenici che per questo dipendono dai metanobatteri che nella terza fase sono in grado di utilizzare H2 per la riduzione della CO2 a CH4.

#### Metanogenesi
I batteri metanogeni sono batteri strettamente anaerobi, i principali generi conosciuti sono: Methanococcus, Methanosarcina, Methanobacterium, Methanobacillus, Methanospirillium.

La produzione del metano avviene principalmente attraverso due vie differenti per azione di due gruppi distinti di batteri metanogeni:
i batteri idrogenotrofi, i quali operano l'ossidazione anaerobica dell'idrogeno utilizzando la CO2 come accettore secondo il seguente schema: CO2+4H2→CH4+H2O;
i batteri acetoclastici  attraverso i quali l'acido acetico viene degradato a metano e biossido di carbonio secondo la successiva reazione:CH3COOH→CH4+CO2.
Con la seconda via si ottiene circa il 70 % del metano prodotto durante la digestione anaerobica in quanto la maggior parte della sostanza putrescibile si degrada ad acido acetico.

In maniera minore si può ottenere metano anche dalla degradazione dell'acido formico.

Poiché i batteri metanogeni consumano l'idrogeno e l'acido acetico, in questa fase il pH si mantiene alto (intorno a 7 -8) favorendo così lo sviluppo di questi microrganismi.

### I digestori
Le trasformazioni che avvengono durante una digestione anaerobica vengono fatte avvenire in recipienti- detti digestori o reattori - che nella loro forma più semplificata sono costituiti da una vasca in cui i fanghi permangono sotto una idonea massa di acqua sufficiente ad assicurare le condizioni necessarie all'anaerobiosi.
Il digestore può essere chiuso; la copertura dei digestiori è indispensabile nel caso si debba recuperare il gas prodotto dalla digestione.
Il digestore può essere riscaldato con parte del biogas prodotto dalla fermentazione, al fine di garantirne la costanza della temperatura.
La quantità di calore somministrata risulta dalla somma del calore occorente per portare alla temperatura di esercizio i fanghi immessi e del calore perdute attraverso le pareti dell'involucro del digestore.
Sulla base del fattore di carico volumetrico dei solidi sospesi i processi si distinguono in:
- digestione a basso carico: il digestore non è ne riscaldato ne miscelato, tempi di permanenza dei fanghi molto lunghi, basso rendimento del processo. È un processo poco utilizzato, idoneo solo per piccoli impianti e climi molto caldi;
- digestione a medio carico  - processo monostadio: sono digestori riscaldati e miscelati, ma in un unico stadio. In questo caso le fasi di idrolisi, fermentazione acida e metanigena avvengono contemporaneamente in un unico reattore. L'alimentazione non è continua per poter scaricare il surnatante chiarificato. Il tempo di permanenza ottimale è di circa 20 giorni;
- digestione ad alto carico e due stadi: I digestori a due stadi sono costituiti da due reattori con funzionamento in serie, il primo dei quali più grande del secondo. Questa digestione è da considerarsi la più funzionale, in quanto rende possibile massimizzare le velocità di crescita delle due differenti popolazioni batteriche, che richiedono condizioni di pH differenti. Nel primo reattore avvengono le prime due fasi della digestione anaerobica. L'alimentazione del fango è continua, e questo viene riscaldato e miscelato per circa quindici giorni. Successivamente il fango passa, mediante pompa, nel secondo reattore, laddove avviene la fase metanigena; qui il fango non viene riscaldato né miscelato, e subisce la separazione di fase tra surnatante e fango digerito (detto digestato), da cui viene estratto il biogas.

### Fattori che influenzano il processo
I fattori principali che assicurano il regolare svolgimento della digestione sono il mescolamento del fango e la temperatura.
Il mescolamento del fango fresco col fango in digestione deve essere fatto il più intimamente possibile, allo scopo di evitare che si formino nell'interno del digestore degli accumuli di fango fresco che, per la tendenza a subire la fermentazione acida, disturberebbe quella alcalina.
Il miscelamento può essere ottenuto con un insuflaggio di gas/biogas, con mescolatori meccanici o per mezzo di ricircolazione del gas prodotto.
Per quanto riguarda la temperatura è opportuno proteggere il digestore al massimo possibile dalle dispersioni di calore perché il processo digestivo diventa sempre meno attivo man mano che si abbassa la temperatura.
Per tale motivo è buona norma realizzare i digestori sempre interrati.
Poiché le maggiori perdite di calore si hanno in corrispondenza della superficie in contatto con l'aria, è utile, specialmente nei paesi più freddi coprire le vasche di digestione.
Sulla base delle temperature usate, i processi posso o essere suddivisi in tre gruppi:
- digestione criofila che viene effettuata nel campo di temperature comprese tra 7 e 16 °C dai batteri criofili;
- digestione mesofila che viene effettuata nel campo di temperature comprese tra 16 e 38 °C, con temperature ottimali pari a 35 °C, dai batteri mesofili;
- digestione termofila, che viene effettuata nel campo di temperature comprese tra 38 e 65 °C, con temperature ottimali pari a 55 °C, dai batteri termofili.

In pratica, il processo maggiormente adottato è la digestione mesofila, in quanto il processo criofilo è più lento e necessita di impianti molto grandi ed è quindi caratterizzato da costi di investimento molto elevati, mentre il processo termofilo ha elevati costi di esercizio e produce, accanto al fango digerito, un liquido molto ricco in sostanze organiche che, quando viene riciclato negli impianti di depurazione biologica delle acque, comporta un sensibile sovraccarico degli stessi.

### Il biogas
Il biogas prodotto dalla fermentazione anaerobica è formato essenzialmente da metano (60-75 %) e anidride carbonica; ci sono anche piccole percentuali di azoto ed idrogeno solforato.

il biogas ha in media un potere calorifico di circa 5.000 kcal/Nm3 

Poiché il metano è poco solubile in acqua, questo si raccoglie quasi interamente nella fase gassosa presente nella parte superiore del digestore, tra la superficie liquida e la copertura del digestore stesso (copertura a cupola gasometrica) e pertanto può essere facilmente estratto.

L'anidride carbonica invece si ripartisce sia nella fase gassosa che in quella liquida.

Il biogas non può essere abbandonato nell'atmosfera poiché il metano, di cui è in gran parte costituito, è un gas serra con un effetto circa venti volte superiore a quello della CO2.

Pertanto Il biogas prodotto viene in parte utilizzato per il riscaldamento dei digestori e quello in eccedenza rispetto alla capacità dell'impianto viene combusto attraverso delle torce.

Queste torce servono a distruggere alcuni pericolosi composti inquinanti ma rilasciano inevitabilmente CO2 in atmosfera.

Anche alla luce degli incentivi di cui al Decreto del Ministero dello Sviluppo Economico 6 luglio 2012, trova sempre
maggiore interesse l'impiego del biogas negli impianti di cogenerazione al fine di ottenere sia energia elettrica che energia termica per il riscaldamento dei digestori.

La quantità di gas prodotto da un digestore, è influenzata notevolmente della temperatura.

#### Cogenerazione
Per l'utilizzo negli impianti di cogenerazione è necessario sottoporre il biogas a trattamenti preliminare atti rimuovere i composti indesiderati.

Infatti il biogas contiene sostanze come il vapor acqueo che provoca l'abbassamento del potere calorifico del biogas e sostanze come l'idrogeno solforato ed i composti organici alogenati che possono dare origine a prodotti corrosivi e dannosi per le parti meccaniche costituenti l'impianto di cogenerazione.

A tal fine prima della combustione si raffredda il biogas fino a 5 °C, provocando la rimozione pressoché completa del vapore acqueo che abbassa il potere calorifico del biogas; i componenti acidi e altre specie potenzialmente pericolose passano in soluzione nel condensato; se risulta necessario, si possono effettuare anche lavaggi alcalini e passaggi attraverso letti di materiale adsorbente.

La tecnologia dominante per la generazione di energia elettrica da biogas è quella del motore alternativo a combustione interna a ciclo Otto.

Tali motori trasformano il potere calorifico del biogas in energia meccanica e quindi, grazie ad un alternatore, in energia elettrica. 

questi impianti sono dotati inoltre di un sistema di recupero del calore utilizzato per il riscaldamento dei digestori.

Per rendere redditizio il recupero del biogas con cogenerazione gli impianti devono avere potenze elettriche non minori di 50-100 kW e possono arrivare anche a circa 1 MW, con rendimenti di generazione elettrica che variano fra 20 e 40 % (mediamente intorno al 30-35 %).

## Digestione aerobica
La digestione aerobica è meno utilizzata di quella anaerobica (è tipica di impianti di depurazione medio-piccoli), ma rispetto a questa, offre il vantaggio di stabilizzare il fango in tempi relativamente brevi.
Il processo si basa sugli stessi principi che regolano l'ossidazione delle sostanze inorganiche negli impianti di trattamento biologico.
Nella digestione dei fanghi il processo di ossidazione deve essere spinto fino alla fase di respirazione endogena e cioè fino a quella fase nella quale, risultando assente o scarsa la riserva di materiale organico da demolire, si determina la distruzione del materiale cellulare degli stessi microrganismi.
Ciò viene ottenuto, in pratica, sottoponendo il fango ad un'aerazione prolungata in bacini aperti mediante insufflazione di aria compressa (aeratore pneumatico) o mediante l'uso di aeratori meccanici (o misto pneumatico + meccanico); tutti gli aeratori hanno anche la funzione di miscelatori.
Tali vasche hanno una profondità ≤ 4 m.
L'assorbimento dell'ossigeno da parte del fango è particolarmente elevato nei primi giorni di aerazione e cioè in concomitanza con il rapido sviluppo della flora batterica, poi diminuisce gradualmente.
Nella pratica però, per avere fanghi ben stabilizzati, l'aerazione viene prolungata per molti giorni, mantenendo la quantità di ossigeno residuo nel fango intorno a 1- 3 ppm.
Parametro di particolare importanza per l'efficienza del processo, oltre al carico specifico (che va valutato volta per volta sulla base di prove pratiche di laboratorio), è la temperatura.
Per la temperatura valgono le stesse considerazioni già espresse, per la stabilizzazione anaerobica, per quanto riguarda l'influenza sull'equilibrio e sulla cinetica di sviluppo del sistema biologico responsabile della degradazione delle sostanze organiche.
In particolare, la pratica dimostra che l'ossidazione con batteri mesofili produce un fango di qualità migliore di quello prodotto per ossidazione ad elevate temperature.

## Stabilizzazione chimica e fisica
Come già accennato in precedenza un fango stabilizzato è imputrescibile.
I sistemi di stabilizzazione infatti hanno lo scopo di interrompere i processi di fermentazione che sono la causa dei fenomeni di putrescibilità e della conseguente formazione di cattivi odori.
I processi di stabilizzazione possono essere di tipo temporaneo o permanente.
La digestione, che è una stabilizzazione di tipo biologico, è di tipo definitivo mentre esistono altre tipologie di stabilizzazione dei fanghi di tipo chimico e fisico, che sono però di natura temporanea.
Nel caso di stabilizzazione chimica, al fango viene aggiunta una idonea quantità di calce idrata.
La calce innalza il pH fino ad un valore tale da rendere impossibile l'attività dei batteri e di conseguenza la putrefazione del fango.
Questo processo è di tipo esotermico, pertanto il calore prodotto riscalda il fango e determina anche una sua pastorizzazione.
Con la stabilizzazione chimica non si ha alcuna riduzione del fango, anzi l'aggiunta di calce ne determina un aumento.
Con tempo però, a seguito della reazione tra anidride carbonica atmoesferica e calce (carbonatazione) il pH si abbassa a valori compatibili con l'attività batterica e pertanto il fango diviene nuovamente putrescibile.
Questo tipo di trattamento viene utilizzato raramente, ad esempio in emergenza nel caso di fuori servizio dei digestori, in piccoli impianti, e nel caso di fanghi biologici non adatti alla digestione.
Tra i trattamenti fisici ci sono:
- la stabilizzazione termica: i fanghi sono mantenuti ad una temperatura di 70 °C per circa 30-60 minuti. I questo tempo il calore denatura il materiale proteico e gli acidi nucleici cellulari con abbattimento della carica batterica.
- stabilizzazione con ultrasuoni
- stabilizzazione con raggi ultravioletti.